# Princes Group
Princes Group è un gruppo internazionale produttore di alimenti controllato da NewPrinces.
I marchi e prodotti del gruppo comprendono oltre 20 diverse categorie: pesce, carne, frutta, verdura, minestre, paste, pasta, salse da cucina, oli alimentari e una vasta gamma di dolci settori bevande.